# Terzo
Terzo (piemontesisch Ters) ist eine Gemeinde in der italienischen Provinz Alessandria (AL), Region Piemont.

## Lage und Einwohner
Die Gemeinde Terzo liegt rund 40 km südwestlich von der Provinzhauptstadt Alessandria und  4 km westlich von Acqui Terme, an der linken Seite der Bormida, auf einer Höhe von 222 m über dem Meeresspiegel. Das Gemeindegebiet umfasst eine Fläche von 8,8 km² und hat 821 (Stand 31. Dezember 2023) Einwohner. Sie grenzt an die Provinz Asti. Seit 1874 hat Terzo, zusammen mit seiner Nachbargemeinde Montabone einen Bahnhof an der Bahnstrecke Alessandria-San Giuseppe di Cairo.
Die Nachbargemeinden sind Acqui Terme, Bistagno, Melazzo und Montabone (AT).

### Bevölkerungsentwicklung

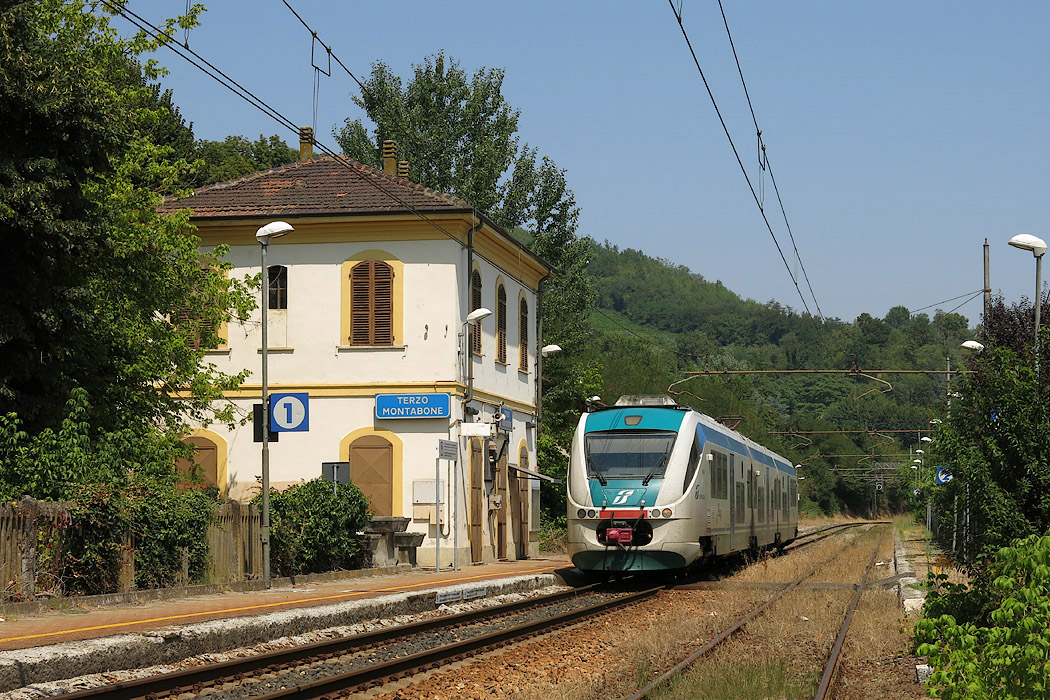
Der Bahnhof von Terzo-Montabone mit einem FS ALe 501

## Geschichte
Der Ortsname ist seit 1040 durch die Formen Tertius und Tercius belegt. Die Etymologie ist nicht ganz klar und liegt möglicherweise sowohl in der Lage der Siedlung drei Meilen von Acqui Terme entfernt (Tertium Lapidem) als auch im edlen lateinischen Tertius. Das älteste bewohnte Gebiet geht auf eine ursprüngliche römische Siedlung zurück. Im Mittelalter war es eng mit dem nahe gelegenen Acqui Terme verbunden, von dessen Bistum es ab 996 abhängig war, dem Jahr, in dem Kaiser Otto beschloss, es der Kirche zu überlassen. Anschließend bestätigte Karl IV. diese Entscheidung erneut. Es gab auch zahlreiche Familien, die sich bei der Ausübung seiner Regierung abwechselten. Die wichtigsten waren die der Malaspina, die Grafen von Biandrate, die Migliori von Nizza Monferrato, die Avellani von Cella und die Grafen Leardi von Casale Monferrato. Die Übergänge, die mal diese, mal jene Familie an die Macht brachten, waren nicht immer das Ergebnis schmerzloser Entscheidungen. Im Jahr 1691 wurde es von den Heeren der Habsburger schwer verwüstet.

## Sehenswürdigkeiten
- Der Terzo-Turm stammt aus dem Mittelalter und ist das Überbleibsel der befestigten Strukturen der Burg, deren Spuren bis ins 10. Jahrhundert zurückreichen. Es waren die Malaspinas, die sich Ende des 14. Jahrhunderts in ihren Lehen niederließen und mit einer tiefgreifenden militärischen Umstrukturierung begannen und in Terzo die Burg und den Turm nach den modernsten Kriterien der Zeit umbauen ließen. Anders ausgerichtete Schlitze, geneigte Basis mit Quaderecken, Zinnenbrüstung auf Kragsteinen. Zu Beginn des 18. Jahrhunderts, mit dem Ende der Kriege, hörte die Verteidigungsfunktion der Burg auf und sie blieb ein einfacher Wohnsitz, bis sie Anfang des 19. Jahrhunderts völlig aufgegeben wurde und verfiel und nur noch der Turm übrig blieb.[3]
- Die Pfarrkirche San Maurizio, die im 18. Jahrhundert im Barockstil erbaut wurde und wertvolle Fresken und eine geschnitzte Tribüne enthält.
- Die Kirche Sant'Antonio Abate.
- Die kleine Kirche Santa Libera.

## Kulinarische Spezialitäten
In Terzo werden Reben für den Dolcetto d’Acqui, einen Rotwein mit DOC Status angebaut. Die Beeren der Rebsorten Spätburgunder und/oder Chardonnay dürfen zum Schaumwein Alta Langa verarbeitet werden. Die Muskateller-Rebe für den Asti Spumante, einen süßen DOCG-Schaumwein mit geringem Alkoholgehalt sowie für den Stillwein Moscato d’Asti wird hier ebenfalls angebaut. Aus der Rebsorte Brachetto wird der liebliche Schaumwein Brachetto d’Acqui hergestellt. Bei Terzo werden auch Reben der Sorte Barbera für den Barbera d’Asti, einen Rotwein mit DOCG Status, sowie für den Barbera del Monferrato angebaut.